# Geschichte des Libanon
Die Geschichte des Libanon umfasst die Entwicklungen auf dem Gebiet der heutigen Libanesischen Republik von der Urgeschichte bis zur Gegenwart.

## Libanon im Paläolithikum und in der Antike
Das Gebiet des heutigen Libanon war bereits vor mindestens 40.000 Jahren vom anatomisch modernen Menschen (Homo sapiens) besiedelt. Belegt ist dies unter anderem durch Ausgrabungen in der archäologischen Fundstätte Ksar Akil nordöstlich von Beirut.
Der Libanon wurde nach dem Eroberungsfeldzug des Gnaeus Pompeius Magnus 63 v. Chr. Teil der römischen Provinz Syria.

## Herrschaft der Araber und der Kreuzfahrer (636–1517)
Der Libanon wurde nach der Schlacht am Jarmuk im August 636, in der muslimische Araber die Byzantiner besiegten, an das Kalifat angeschlossen und teilte bis ins 19. Jahrhundert das Schicksal Syriens. So wurde er nacheinander bis ins 11. Jahrhundert von den Kalifen der Umayyaden, Abbasiden und Fatimiden regiert. Unter den Fatimiden entstand in Kairo im Jahr 1010 die Religionsgemeinschaft der Drusen unter al-Labbad, die den Fatimidenkalifen al-Hakim (995–1021) als Inkarnation Gottes ansahen. Nach der Ermordung al-Hakims wurden die Drusen in Ägypten und Syrien verfolgt, konnten sich aber im Libanongebirge behaupten. Unter der muslimischen Herrschaft konnten sich die christlichen und jüdischen Bevölkerungsteile Syriens weitgehend behaupten. Die aramäischsprachigen syrisch-orthodoxen  Christen (im Gegensatz zu den damals Griechisch sprechenden orthodoxen Christen) und die Juden übernahmen relativ schnell (allerdings nicht vollständig) das ihren liturgischen Sprachen verwandte Arabisch als Umgangs- und Bildungssprache. Jahrhunderte später, gegen Ende des 19. Jahrhunderts waren es im Wesentlichen syrische Christen und Juden, die die kulturelle Erneuerung der arabischen Sprache (al-nahda) betreiben sollten.
Zwar vertrieben die Seldschuken nach 1071 die Fatimiden aus Syrien und dem Libanon, doch konnten sie keine stabile Herrschaft errichten, so dass die Kreuzfahrer nach dem 1. Kreuzzug nach der Eroberung von Tripolis (1109) die Grafschaft Tripolis errichten konnten. Erst unter dem mameluckischen Sultan Chalil konnten die Kreuzfahrer um 1291 vertrieben werden. 1517 kam der Libanon mit Syrien nach dem Untergang des Mameluckenreichs unter die Herrschaft der Osmanen.

## Osmanische Herrschaft (1517–1860)
Unter den Osmanen errangen noch im 16. Jahrhundert die Emire der Drusen unter dem Man-Clan großen Einfluss und konnten den Libanon weitgehend unabhängig regieren (siehe auch: Emirat Libanonberg). Gegen 1800 gewannen die Maroniten zunehmend an wirtschaftlichem Einfluss, da sie von ihren Handelskontakten stark profitieren konnten. Die wirtschaftliche Entwicklung der damals sogenannten Levante weckte aber auch das Interesse der europäischen Großmächte, vor allem von Frankreich und England. Während Frankreich traditionell die christlich-katholische Bevölkerung der Levante unterstützte (vor allen Dingen die Maroniten), interessierte sich England für die Minderheit der Drusen, die vor allem in den südlicheren Gebieten die Notabeln stellten. Nicht zuletzt auf Grund der Intrigen der Franzosen und der Briten, die um größeren Einfluss rangen, und auf Grund der relativen Besserstellung der Maroniten besonders in den letzten Jahren des Emirates kam es ab 1820 zu ersten Zusammenstößen mit konfessionellem Charakter. Durch die ägyptische Invasion unter Ibrahim Pascha, Sohn von Muhammad Ali Pascha, wurden diese Spannungen nur intensiviert, denn seine Reformen hatten einen weiteren Aufschwung gerade der maronitischen Bauern zur Folge. Vor allem durch die Unterstützung der Europäischen Mächte (bis auf Frankreich) war es dem Osmanischen Reich möglich, die Herrschaft über die syrischen Provinzen wieder zu erlangen. Bei konfessionellen Unruhen nach dieser Rückeroberung wurde die Stadt Dair al-Qamar von Drusen erobert. Der letzte Emir, Baschir III., wurde daraufhin von der Hohen Pforte abgesetzt und ins Exil gesandt.
Nach dem Ende des Emirates wurde das Libanongebirge in zwei Distrikte unter der Oberherrschaft des Wali von Sidon aufgeteilt. Der nördliche Distrikt bekam einen maronitischen und der südliche Teil einen drusischen Gouverneur. Im Zuge einer Reform dieses Systems im Jahr 1845 durch Schakib Efendi, wurden Räte gebildet, die den Gouverneuren unterstellt waren. Die Mitglieder dieser Räte repräsentierten die jeweiligen Religionsgemeinschaften des Libanongebirges. Diese Räte sind insofern bedeutend, als sie die konfessionelle Aufteilung der politischen Ämter, die bis heute fortbesteht, einläutete.

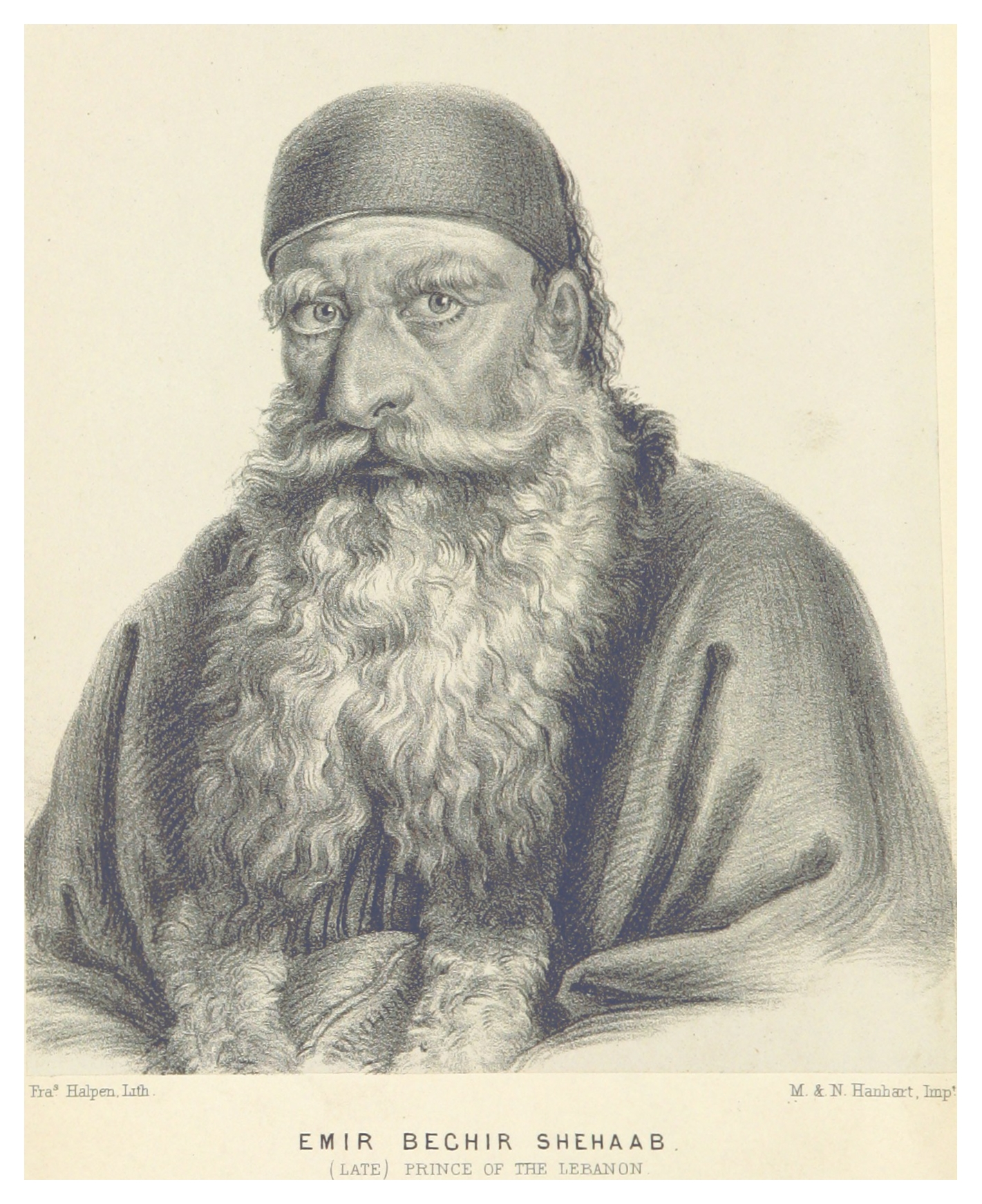
Der bedeutende und vorletzte libanesische Emir, Baschir Schihab II.
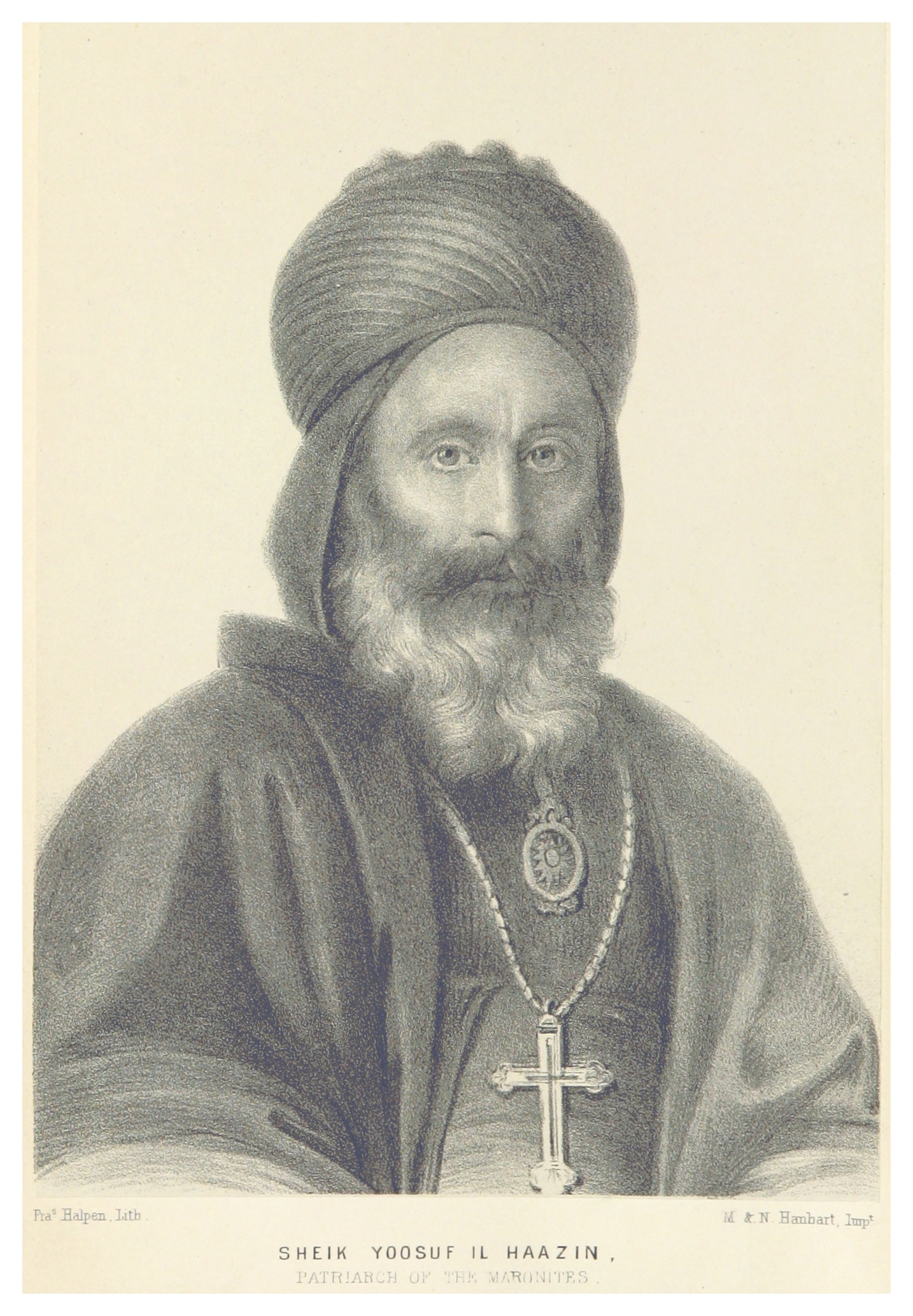
Scheich Yoosuf il Haazin, Patriarch der Maroniten
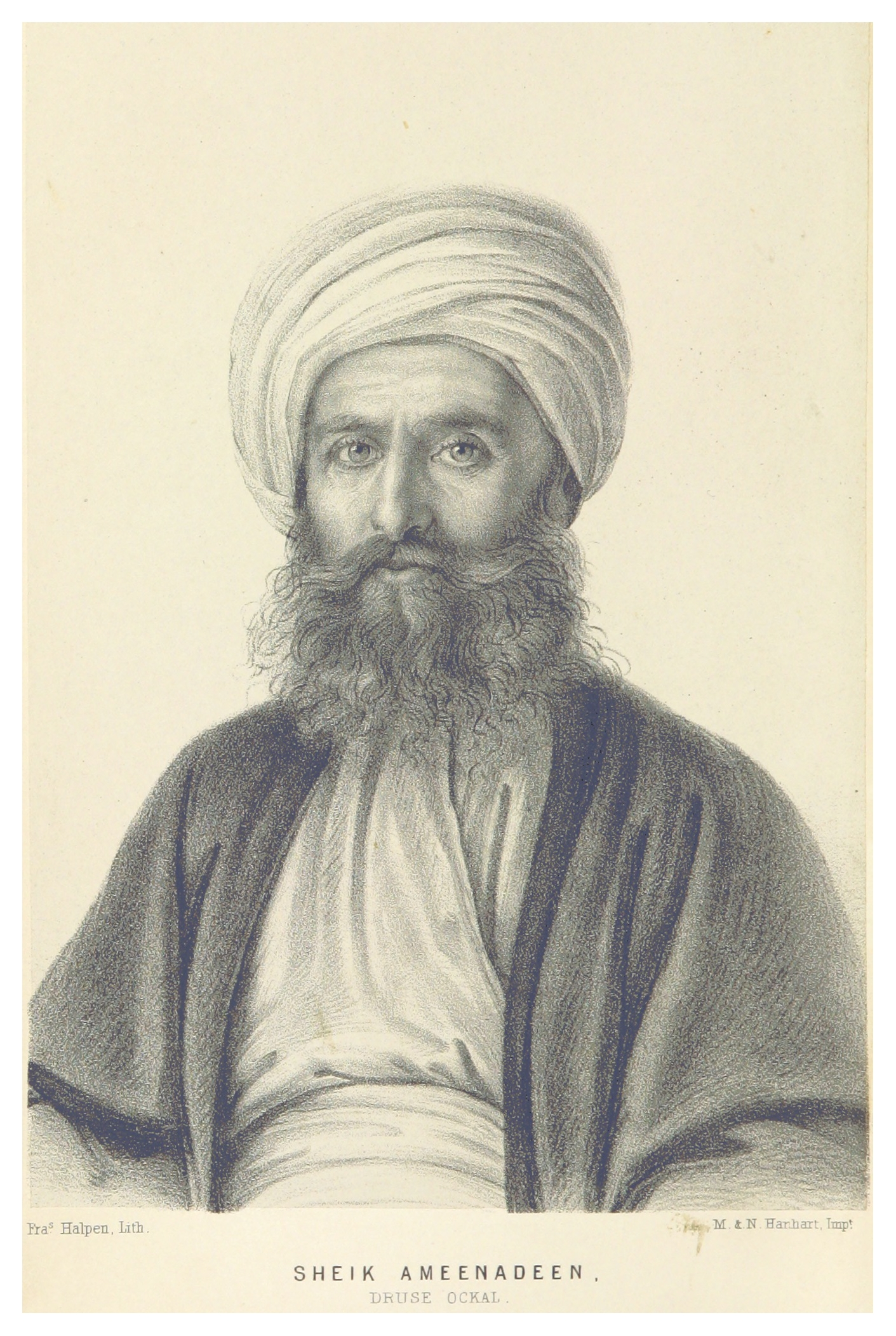
Scheich Ammeenadeen, Oberhaupt der Drusen

Dieses System brachte einen unruhigen Frieden mit sich. Besonders in der nördlichen Provinz, die von einem maronitischen Gouverneur verwaltet wurde, nahmen die Spannungen zwischen Bauern und Feudalherren drastisch zu. Im Jahr 1858 schließlich führten die Bauern im Distrikt Keserwan einen Aufstand durch und vertrieben die Feudalfamilie Khazin und ihre Verbündeten. Damit waren die letzten bedeutenden Feudalherren vertrieben, und die maronitische Kirche gewann an Einfluss über die Bauern.
Auch im südlichen Distrikt eskalierte zwei Jahre später der Konflikt zwischen drusischen Feudalherren und den in der Regel maronitischen Bauern. Vor allem unter dem Einfluss des maronitischen Bischofs in Beirut wurde die Unzufriedenheit der Bauern auf alle Drusen gerichtet. Den drusischen Notabeln gelang es im Gegenzug, ihre Glaubensgenossen (und auch andere Muslime, sowie einige Griechisch-Orthodoxe) gegen die Maroniten aufzuhetzen, indem sie die Ängste vor einer Errichtung eines maronitischen Emirats schürten. Zusätzlich sorgte die Parteinahme von Briten und Franzosen für eine Verschärfung der Ressentiments. Seit den 1840er Jahren kam es zu schweren bewaffneten Zusammenstößen der beiden Gruppen, wobei die osmanische Armee einseitig Partei für die Drusen ergriff. Bei einem drusischen Angriff wurde die von Maroniten bewohnte Stadt Dair al-Qamar in Brand gesteckt und die Zivilbevölkerung massakriert.
Im Jahr 1860 eskalierte der Konflikt zum Bürgerkrieg im Libanongebirge zwischen Maroniten und Drusen. Die osmanischen Truppen unternahmen nichts, um die Massaker an Christen zu verhindern, und leisteten den angreifenden Drusen sogar indirekte Unterstützung. Nach Ansicht der modernen Geschichtsforschung war die Zahl der dabei ermordeten maronitischen Christen sehr hoch. Die Schätzungen über die Anzahl maronitischer Opfer schwanken zwischen 7.000 und 20.000 Toten; Zehntausende weitere Christen wurden obdachlos. Das Blutvergießen endete erst mit der Intervention Frankreichs, der Schutzmacht der Maroniten, das zudem die Autonomie des betroffenen Sandschak unter einem christlichen Gouverneur durchsetzte.

## Selbstständige osmanische Provinz (1860–1915)

Osmanische Karte von 1907, welche das Mutesarriflik Libanonberg zeigt

Nach den Pogromen von 1860 wurde das Mutesarriflik Libanonberg errichtet und von einem selbständigen osmanischen Gouverneur verwaltet. Ab 1864 war das Gebiet Teil der Großprovinz Beirut. Der Gouverneur des Libanon musste dabei immer ein katholischer (mit Rom unierter) Christ sein, der nicht aus dem Libanon kam. Die Einsetzung bedurfte der Zustimmung der europäischen Mächte. Die Autonomie des Libanon wurde von einer internationalen Kommission überwacht. Dennoch wurde der Sturz des Sultans Abdülhamid II. im Jahre 1908 auch im Libanon begeistert gefeiert. In das neugeschaffene Parlament in Konstantinopel wurden auch aus dem Libanon Abgeordnete entsandt. Der letzte osmanische Zivilgouverneur, Johannes Kouyoumdjian Pascha, ein aus Istanbul stammender Armenier und ehemaliger osmanischer Vize-Außenminister, der allerdings katholisch war und eine maronitische Mutter hatte, trat 1913 sein Amt an, das er bis zur Abschaffung der Zivilverwaltung 1915 ausübte.
Wirtschaftlich und kulturell blühte der Libanon in dieser Zeit auf, Beirut mit seiner französisch geprägten Kultur wurde ein Schmuckstück des Osmanischen Reiches und begründete seinen Ruf als „Paris des Nahen Ostens“. Dichter und Intellektuelle wie Khalil Gibran erlangten Weltruf.
Die Konzentration auf die Seidenraupenzucht zur Belieferung vorwiegend der französischen Seidenindustrie ging zu Lasten des Getreideanbaus. Die bäuerliche Wirtschaft konzentrierte sich auf Großgrundbesitzer und die Stiftungen der Kirchen, letztere besaßen rund ein Drittel des kultivierbaren Landes. Für die Nahrungsmittelversorgung wurde der Libanon zunehmend von Lieferungen aus Syrien abhängig. Gleichzeitig setzte nach 1860 ein Bevölkerungswachstum ein, welches die einheimische Wirtschaft nicht aufnehmen konnte. Infolgedessen setzte eine Auswanderungsbewegung ein, bei der die Auswanderer vor allem nach Übersee gingen. Zwischen 1860 und dem Ersten Weltkrieg wanderten rund ein Drittel der Bewohner des Libanon aus. Die Rücksendungen der Migranten machten einen gewichtigen Teil der Geldflüsse in das Land aus.

## Osmanisch-deutsche Militärverwaltung, Hungerkatastrophe (1915–1919)
Zu Beginn des Ersten Weltkrieges wurde die selbständige Verwaltung abgeschafft und der Libanon Ende 1915 unter osmanische (türkische) Militärverwaltung gestellt. Der osmanische Zivilgouverneur wurde nach Konstantinopel abberufen. Neben Kairo und Damaskus war Beirut eines der Zentren der Nationalbewegung, die während des Ersten Weltkrieges von den Osmanen blutig unterdrückt wurde. Unter anderem wurden auf dem Place des Canons in Beirut 1916 zahlreiche Menschen hingerichtet, der seitdem Place des Martyrs heißt und heute noch an dieses Ereignis erinnert.
Die alliierte Seeblockade und Lebensmittelrequirierungen der im Libanon operierenden deutschen und osmanischen Heeresverbände führten zu Hungersnöten und Seuchen, in deren Folge circa 100.000 der damals im Libanon lebenden 450.000 Menschen, vor allem Christen, umkamen (siehe Hungersnot im Libanon 1916–1918). Während die deutschen Stellen dem Schicksal der Libanesen weitgehend tatenlos zusahen (die orientalisch aussehenden, aber überwiegend Französisch sprechenden und katholischen „Levantiner“ waren der protestantisch-preußisch dominierten deutschen Elite suspekt), kam es vor allem in den USA zu gewaltigen Protestaktionen, die u. a. von libanesischen Emigranten wie Khalil Gibran organisiert wurden. Viele Libanesen wanderten in dieser Zeit aus, vor allem in die USA, Kanada, Lateinamerika, Australien und nach Südafrika. Heute gibt es weltweit allein circa sechs Millionen aus dem Libanon stammende Maroniten. Gleichzeitig nahm der Libanon nach dem Ersten Weltkrieg mehrere hunderttausend armenische Flüchtlinge aus Anatolien auf, die bei Beibehaltung eigener sprachlicher und kultureller Traditionen heute in die libanesische Gesellschaft integriert sind, und vor allem im Beiruter Stadtteil Bourj Hammoud leben.

## Französisches Mandat (1919–1943)

Libanesische Flagge während des Mandats

Nach der Niederlage der Mittelmächte im Ersten Weltkrieg besetzten die Ententemächte 1918/19 auch den Libanon.
Nach der Konferenz von San Remo 1920 erteilte der Völkerbund Frankreich das Völkerbundmandat für Syrien und Libanon. Der französische General Henri Gouraud teilte das Mandatsgebiet in sechs Staaten auf. Aus dem 1920 proklamierten Staat Großlibanon wurde später der moderne Libanon. Die christlichen Nationalisten im Libanon unterstützten dieses französische Mandat zunächst, während die arabischen Nationalisten ähnlich wie diejenigen in Syrien, dem Irak und Palästina eine unabhängige arabische Nation anstrebten. Die französische Mandatsverwaltung war zunächst unentschieden, welche Zukunft der Libanon nehmen sollte. Gerade der Hochkommissar Gouraud zog einen föderalen Verbund mit den syrischen Staaten in Betracht, zu dem auch der Libanon gehören sollte. Die Franzosen waren jedoch im Rahmen des Völkerbundmandats beauftragt worden, in einem bestimmten Zeitraum eine Verfassung zu proklamieren. Nach Ablauf der Zeit dehnte sich ein drusischer Aufstand im Hauran im Jahr 1925 schnell auf die anderen syrischen Mandatsgebiete aus. Um im Libanon den Frieden gewährleisten zu können, waren die Franzosen auf die Unterstützung ihrer traditionellen maronitischen Verbündeten angewiesen. Deren einflussreichste Vertreter (vor allem die maronitische Kirche) setzten sich vehement für einen unabhängigen „Großen Libanon“ ein. 1926 bekamen sie was sie wollten. Die neue Verfassung des Libanon bestätigte die Grenzen endgültig.
Von November 1929 bis November 1931 war Charles de Gaulle in Beirut stationiert, wo er unter anderem libanesische Offiziere ausbildete. Dies sollte später im Zweiten Weltkrieg zunächst dem Freien Frankreich nützen, das in den Libanesen Verbündete fand, und später auch der libanesischen Republik, die in Frankreich bis heute einen wichtigen Unterstützer auf internationalem Parkett hat.
Während des Zweiten Weltkriegs wurde der Libanon zunächst ab Mitte 1940 vom Vichy-Regime kontrolliert. Die Behörden in Vichy erteilten 1941 Deutschland die Erlaubnis, Flugzeuge und Nachschub über Syrien in den Irak zu verschieben, wo sie gegen Großbritannien eingesetzt wurden. Da die Kriegsregierung Churchill befürchtete, das NS-Regime könnte die vollständige Kontrolle über Libanon und Syrien erlangen, entsandte sie britische Truppen nach Syrien und in den Libanon.
Als Frankreich seit dem 11. November 1942 komplett unter Kontrolle der deutschen Besetzung stand und de Gaulle dringend Truppen benötigte, stellte er Freiwilligenverbände (Troupes Spéciales du Levant) unter dem Kommando von General Fuad Schihab zusammen, die einen Kern der Armee des Freien Frankreichs bildete. Während zweier sehr kritischer Phasen entlasteten die von Schihab befehligten libanesischen Verbände die Alliierten: In der Schlacht von Bir Hakeim in Libyen banden sie mit ihren freifranzösischen Kameraden erfolgreich deutsche und italienische Truppenverbände, so dass Montgomery Erwin Rommels Afrikakorps in El Alamein stoppen konnte. 1944 entlasteten sie alliierte Truppenverbände in der Schlacht um Monte Cassino.
Am 26. November 1941 kündigte der französische General Georges Catroux die Unabhängigkeit des Libanon und seine Unterordnung unter die freifranzösische Regierung an. Anfang November 1943 fanden Wahlen statt, und am 8. November 1943 löste die neue libanesische Regierung das französische Mandat unilateral auf. Französische Kräfte inhaftierten die neuen Regierungsmitglieder; auf internationalen Druck hin wurden sie am 22. November 1943 wieder freigelassen, worauf Frankreich die Unabhängigkeit des Libanon akzeptierte. Bis zum Ende des Zweiten Weltkrieges stand das Land unter alliierter Kontrolle. Die letzten französischen Truppen wurden 1946 abgezogen. Die Briten, die mit den Franzosen schon seit langem um die Vorherrschaft in der Region konkurrierten, eröffneten demonstrativ Botschaften in Syrien und im Libanon. Unter der Vermittlung des britischen Ministers im Libanon, General Edward Spears, kam es schließlich zu einer Annäherung liberaler Christen und der sunnitischen Elite der Küstenstädte.

## Schwieriger Beginn der Unabhängigkeit (1945–1970)
1945 war der Libanon ein Gründungsmitglied der Vereinten Nationen, der libanesische Diplomat Charles Malik (1933 Doktorand der Philosophie bei Martin Heidegger, vor den Nationalsozialisten aus Deutschland in die USA geflüchtet und mit Hannah Arendt befreundet) spielte eine wichtige Rolle bei der Ausarbeitung der UN-Charta. Infolge eines starken Wirtschaftsaufschwungs wurde der Libanon zum kommerziellen Zentrum des Nahen Ostens. Allerdings blieben die internen Spannungen weiterhin erhalten, zumal durch den Zustrom palästinensischer Flüchtlinge der Anteil der Muslime gegenüber den anderen konfessionellen Gruppen stieg. Der Libanon galt aus israelischer Sicht zunächst als neutral. 1945 nutzten zionistische Führer wie David Ben-Gurion und Mosche Scharett den Beiruter Flughafen und die damals zur Pan Am gehörende Fluggesellschaft Middle East Airlines für Reisen ins Ausland, nachdem ihnen die britischen Behörden die Ausreise aus Palästina über den Flughafen Lod verweigert hatten. 
Nach der Staatsgründung Israels partizipierte der Libanon mit einem symbolischen Truppenkontingent am Palästinakrieg.
Die Libanonkrise 1958 zwischen Befürwortern einer prowestlichen und einer proarabischen Politik konnte erst durch eine US-Intervention beendet werden. Danach wurde Fuad Schihab (Fouad Chehab) zum Staatspräsidenten gewählt, der als ehemaliger Kommandeur der alliierten libanesischen Streitkräfte im Zweiten Weltkrieg hervorragende Beziehungen zu seinen Kriegskameraden Eisenhower und de Gaulle hatte, sich aber im Gegensatz zu anderen arabischen Generälen in Staatsämtern als Diener der Republik sah. Er versuchte, durch anfangs sehr erfolgreiche Entwicklungs- und Innenpolitik, die nach ihm Chehabismus genannt wurde, die Integration und Entwicklung des Landes zu fördern, das Gewaltmonopol des Staates wiederherzustellen und speziell die immer mehr über libanesisches Territorium operierenden palästinensischen Freischärler unter Kontrolle zu bekommen. Allerdings verhinderten 1964 die Politiker Pierre Gemayel und Kamal Dschumblatt gemeinsam eine Wiederwahl Schihabs, dem sie offiziell vorwarfen, ein Militärregime nach lateinamerikanischem Vorbild im Libanon aufbauen zu wollen. In Wirklichkeit wollten sie verhindern, dass Schihab ihre eigenen, damals schon existierenden bewaffneten Gruppen entwaffnen ließ. Auch in ökonomischer Hinsicht nahm die Instabilität des Landes ab 1966 infolge des Konkurses der Intrabank, der größten und wichtigsten Bank des Landes, und zahlreicher weiterer Finanzinstitute, die das Rückgrat der libanesischen Wirtschaft bildeten, deutlich zu.
Ende 1968 kam es dann nach einer palästinensischen Guerilla-Operation zum folgenschweren israelischen Luftangriff auf den Zivilflughafen von Beirut, bei dem ein Großteil der Flotte der in den 1950er Jahren von Pan Am und Air France aufgebauten nationalen Fluggesellschaft Middle East Airlines zerstört wurde.

## Bürgerkrieg (1970–1989)
Nach dem Schwarzen September 1970 verlegte die Palästinensische Befreiungsorganisation (PLO) ihre Kommandostrukturen nach Beirut, setzte sich im Südlibanon („Fatah-Land“) fest und entwickelte sich mit ihren militärischen Institutionen immer stärker zu einem Staat im Staate. Am 13. April 1975 kam es dann zum offenen Ausbruch des Bürgerkriegs, der zu mehreren syrischen (1976) und israelischen Interventionen führte (Interarabische Sicherheitstruppe). Am 14. März 1978, nach mehreren Anschlägen der PLO, deren letzter ein Anschlag auf einen israelischen Autobus bei Tel Aviv am 11. März 1978 war und den Tod von 37 Israelis verursachte und weitere 76 Menschen verletzte, marschierte die israelische Armee im Rahmen der Operation Litani in den Südlibanon ein und besetzte das Gebiet südlich des Flusses Litani. Dabei wurden zwischen 1000 und 2000 Personen getötet und nach Schätzungen der libanesischen Regierung rund 280.000 vertrieben. Fünf Tage nach dieser Invasion wurde die Resolution 425 des UN-Sicherheitsrates angenommen, zu deren Umsetzung UNIFIL-Truppen im Südlibanon stationiert wurden. Die israelischen Truppen schufen stattdessen die von Israel bezahlte SLA, in der neben Christen anfangs auch vereinzelt Schiiten dienten, sorgten dann aber durch rücksichtsloses Vorgehen gegen die überwiegend schiitisch-muslimische Landbevölkerung selbst für immer mehr Zulauf zu der schiitischen Organisation, die sich auch die extreme Benachteiligung des Südens in der Versorgung durch die Beiruter Regierung zunutze machte. Israel begann im Juni 1982 den Libanonfeldzug, belagerte und bombardierte den Westen Beiruts 10 Wochen lang und zwang die PLO am 21. August 1982 zum vollständigen Abzug aus dem Libanon. 1985 zog sich Israel wieder in den Südlibanon zurück.
Bereits vor dem Bürgerkrieg entwickelten sich die Schiiten zur größten Religionsgruppe im Libanon. Da sie einen Großteil der armen Landbevölkerung des Südens stellten und im „Nationalpakt“ von 1943 nach ihrer Ansicht nicht angemessen repräsentiert waren (sie stellen bis heute lediglich mit dem Parlamentspräsidenten das zeremoniell wichtige stellvertretende Staatsoberhaupt), entwickelte sich zu Beginn der 1970er Jahre eine neue politische Bewegung, die vom Imam Musa as-Sadr (1978 auf ungeklärte Weise in Libyen verschollen) gegründete Amal-Bewegung. Nach dem Verschwinden des Imams, der nach heutigen Maßstäben ein eher moderater Muslim war und der sich vor 1975 auch für den interreligiösen Dialog mit dem Christentum engagiert hatte, wurde Nabih Berri, ein ehemaliger Manager in der Automobilindustrie, der einige Zeit in Detroit gelebt hatte, neuer Führer der Amal. Seit der islamischen Revolution 1979 im Iran entstand parallel die Hisbollah, die sich ideologisch eng an die Ideen Khomeneis anlehnte und die zunächst 1983 den westlichen Einfluss im Libanon mit Selbstmordattentaten und Geiselnahmen zu bekämpfen versuchte. Sie wandte sich schließlich dem bewaffneten Kampf gegen die israelische Besatzungsmacht im Südlibanon zu.

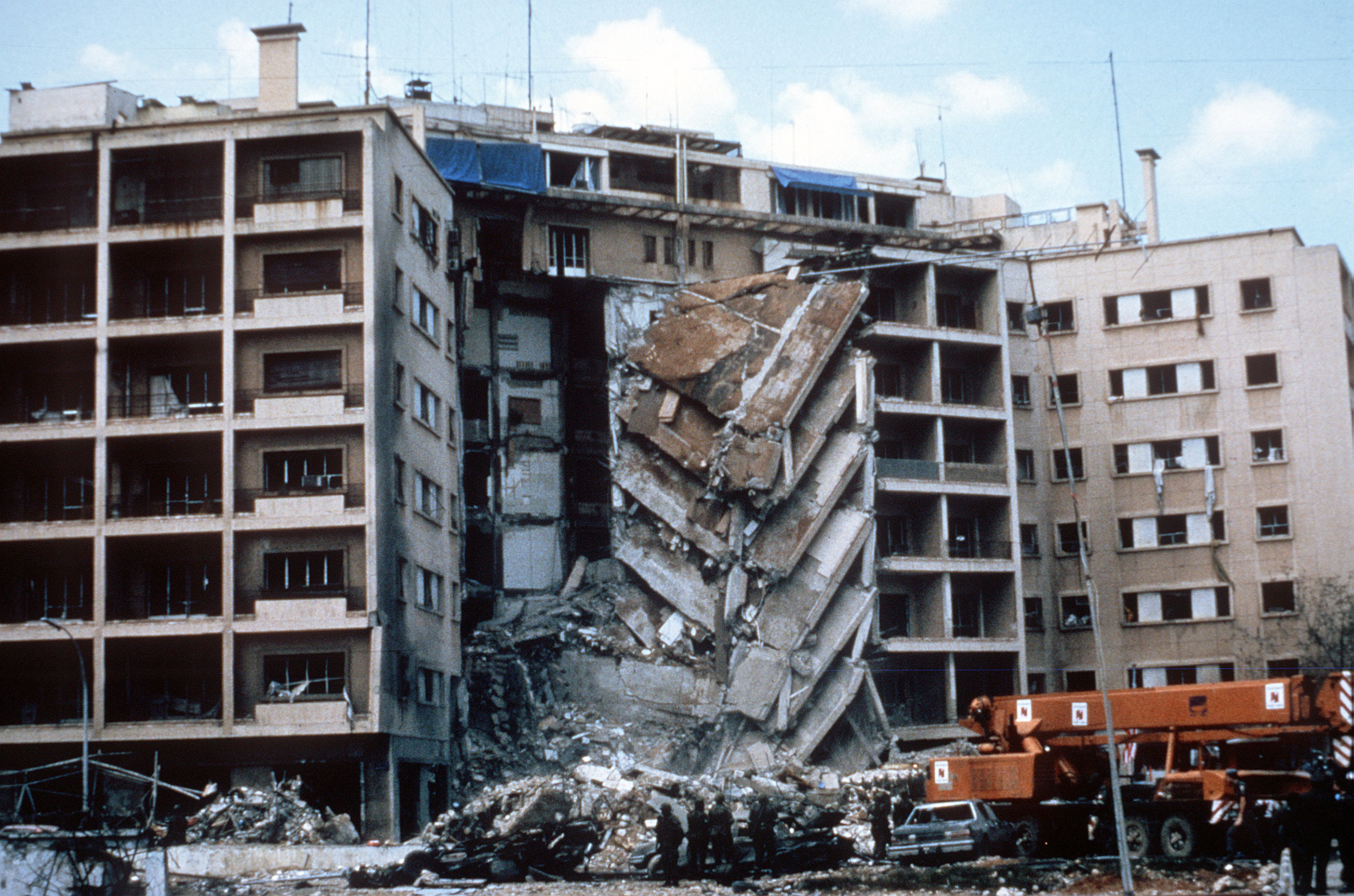
Durch einen Bombenanschlag zerstörte US-Botschaft in Beirut, April 1983

Am 18. April 1983 wurden bei einem Bombenanschlag auf die US-Botschaft in Beirut durch einen Selbstmordattentäter über 60 Personen getötet. Am 17. September 1983 beschoss die US Navy erstmals Stellungen der Syrer in der Nähe von Beirut. Am 23. Oktober 1983 kam es zu schweren Sprengstoffanschlägen auf die Hauptquartiere der amerikanischen und französischen Friedenstruppen im Libanon. Am 4. Dezember 1983 wurde ein US-Kampfflugzeug vom Typ A-6E Intruder über dem Libanon abgeschossen. Der Pilot Lange starb dabei, der Waffensystemoffizier Goodman überlebte den Absturz und wurde gefangen genommen. Auf Vermittlung durch den amerikanischen Reverend Jesse Jackson ließen die Syrer Goodman am 3. Januar 1984 frei. Am 9. Januar 1984 feuerte das US-Schlachtschiff New Jersey erneut auf die Küste Beiruts; zu gleicher Zeit sicherten US-Soldaten im Süden Beiruts einen Green Coast genannten Küstenabschnitt und den Beiruter Flughafen im Rahmen der multinationalen Friedenstruppe.
Der libanesische Bürgerkrieg konnte erst 1990 durch das Abkommen von Taif beendet werden.

## 1990 bis 2011
Daraufhin beruhigte sich die Lage im Land zunehmend, und der wirtschaftliche Wiederaufbau des Landes begann. Dabei spielte die Firma Solidere des libanesisch-saudischen Milliardärs Rafiq al-Hariri eine entscheidende Rolle. Der Sunnit Hariri war bis zu seiner Ermordung im Februar 2005 mehrfach sunnitischer Ministerpräsident und ein Symbol für die nun auch machtpolitisch nachvollzogene demographische Verschiebung zugunsten der Muslime im Libanon. Allerdings blieb der Süden des Libanon weiterhin besetzt – die dort operierende Hisbollah-Miliz, die auf syrischen Druck hin nicht entwaffnet wurde, konnte auch durch zwei Militärinterventionen Israels nicht militärisch zerschlagen werden. Aufgrund des israelischen Vorgehens gegen die Zivilbevölkerung und die Zerstörung von Infrastruktur (z. B. Umspannwerken) bei der von Ministerpräsident Rabin angeordneten Intervention 1993 wurde sie auch in den christlichen Gebieten immer populärer. Ein Höhepunkt war die von Rabins Nachfolger Schimon Peres im April 1996 befohlene Operation Früchte des Zorns, insbesondere der Artillerie-Angriff auf das UN-FIJIBATT-Hauptquartier (UNIFIL) in Kana im Südlibanon mit 118 libanesischen zivilen Todesopfern. Im Jahre 2000 zog sich Israel aus der sogenannten Sicherheitszone im Südlibanon zurück und erfüllte damit die Forderungen der Resolution 425 des UN-Sicherheitsrates aus dem Jahre 1978.
Nachdem Rafiq al-Hariri am 14. Februar 2005 einem Attentat auf seinen Fahrzeugkonvoi zum Opfer gefallen war, wuchs der Druck auf Syrien, das unter anderem von den USA und der libanesischen Opposition indirekt (und mittlerweile auch direkt) für das Attentat verantwortlich gemacht wurde, durch den Abzug der im Land verbliebenen syrischen Truppen dem Staat Libanon die volle Souveränität zurückzugeben und die syrische Anwesenheit im Libanon zu beenden. Obwohl die Drahtzieher des Attentats bis heute nicht bekannt sind, trat die pro-syrische Regierung in der Folge der Zedernrevolution zurück. Syrien zog bis Ende April 2005 seine Truppen vollständig ab. Kurz darauf fanden die Parlamentswahlen im Libanon 2005 statt und es entstand die libanesische Regierung vom Juli 2005, eine sehr heterogene Koalition verschiedener Parteien. Die Hisbollah ist dort ebenso vertreten wie die Parteien der Zukunftsbewegung Saad al-Hariris, des Sohns des ehemaligen Ministerpräsidenten.
Nach der Entführung zweier israelischer Soldaten am 12. Juli 2006 durch Einheiten der Hisbollah begann der 34 Tage dauernde Zweite Libanonkrieg. Nach der Verabschiedung der Resolution 1701 des UN-Sicherheitsrates trat am 14. August 2006 ein Waffenstillstand in Kraft. Das Mandat von UNIFIL wurde ausgeweitet und die Kontingente aufgestockt. Gleichzeitig rückten libanesische Truppen erstmals seit dem Beginn des Libanesischen Bürgerkrieges 1975 in den südlichen Libanon vor.
Nach dem Ende des Libanonkrieges forderte die Hisbollah eine stärkere Vertretung der Schiiten in der libanesischen Regierung. Nach dem Rücktritt von sechs Ministern stellt die von ihr geführte Opposition die Legitimität der derzeitigen libanesischen Regierung in Frage. Die Allianz des 14. März wirft allerdings Hisbollah und ihren Verbündeten vor, diese Kampagne auf Weisung Syriens zu betreiben, um die Konstituierung eines internationalen Tribunals zur Aufklärung des Attentates auf Rafiq al-Hariri und der Verurteilung der Hintermänner zu verhindern. Am 1. März 2009 wurde das Sondertribunal für den Libanon gegründet. Ministerpräsident war bis zum 14. Februar 2014 Nadschib Miqati. Ab dem 15. Februar 2015 war Tammam Salam der neue Ministerpräsident des Landes.

## Ab 2011: Regierungswechsel und Überschwappen des Krieges in Syrien
Am 12. Januar 2011 kam es zum Scheitern der von Saad al-Hariri geführten Regierung der nationalen Einheit, an der mehrere Minister der Hisbollah beteiligt gewesen waren. Hisbollah und der mit Hisbollah verbündete Ex-General Michel Aoun hatten ihre Minister aus der Regierung abberufen, weil al-Hariri sich weigerte, sich gegen das Sondertribunal für den Libanon auszusprechen, das die Verantwortlichen für das Attentat auf seinen Vater Rafiq al-Hariri anklagen und verurteilen sollte. Nachdem Drusenführer Walid Dschumblat seine politische Position – nicht zum ersten Mal in der Geschichte des Libanon seit dem Ausbruch des Bürgerkrieges 1975 – neu ausgerichtet hat und nun Hisbollah und ihre Verbündeten unterstützt, wurde der pro-syrische sunnitische Politiker Nadschib Miqati zum Nachfolger Saad al-Hariris im Amt des Ministerpräsidenten gewählt und danach von Präsident Sulaiman ernannt.
Vor allem in der sunnitischen Bevölkerung hat die Ernennung Miqatis zu heftigen Demonstrationen und Unmutsbekundungen geführt. In Tripolis, aber auch in Beirut, wurden Autoreifen angezündet und Barrikaden errichtet.
Nach Beginn des Aufstands in Syrien kam es im Juni 2011 in Tripolis erstmals zu Gefechten zwischen sunnitischen und alawitischen Gruppen, bei denen sieben Menschen getötet und 59 verwundet wurden. Auslöser war eine Demonstration zur Unterstützung der Gegner des syrischen Präsident Assads. Im Februar 2012 kam es erneut zu Gefechten mit drei Toten, dem Bab-el-Tabbaneh-Dschabal-Mohsen-Konflikt.
Mitte Mai 2012 brachen wiederum Kämpfe aus, nachdem die libanesischen Sicherheitskräfte einen sunnitischen Islamisten verhaftet hatten, der beschuldigt wurde, einer Terrororganisation anzugehören. Die Unterstützer des Inhaftierten blockierten daraufhin eine Straße; Salafisten forderten seine Freilassung und zeigten sich zum Kampf gegen die libanesischen Sicherheitskräfte bereit, sollte die Blockade geräumt werden. Bei den nachfolgenden Kämpfen wurden sieben Menschen getötet und 50 verletzt. Wenige Tage später wurde ein prominenter sunnitischer Geistlicher unter bislang ungeklärten Umständen von der libanesischen Armee erschossen. Die anti-syrische libanesische Opposition kündigte daraufhin einen dreitägigen Generalstreik an und drohte – sollten die „Mörder“ nicht zur Rechenschaft gezogen werden – mit der Gründung einer „Freien Libanesische Armee“ nach syrischem Vorbild.
Anfang August 2014 verhafteten die libanesischen Streitkräfte einen Rebellenführer des syrischen Bürgerkriegs. Diese Aktion versetzte allerdings die Rebellen in Aufruhr und mündete im Aufstand in Arsal. Es war das erste Mal seit dem Ausbruch des Bürgerkriegs im Nachbarland, dass die Sicherheitskräfte die Kontrolle über eine ganze Stadt verloren.
Bis zum Jahr 2019 kamen infolge des syrischen Bürgerkriegs mehr als eine Million Syrer in den Libanon. Mit Stand 30. April 2019 betrug die Anzahl zugewanderter Syrier im Gouvernement Bekaa 222.707, in Libanonberg 221.121, in Nordlibanon 140.663, in Baalbek-Hermel 118.527, 106.333 in Akkar, 68.986 in Südlibanon und 41.310 in Nabatiye.
Die libanesische Zentralregierung erkennt die Syrier offiziell nicht als Flüchtlinge an und überließ deren Versorgung der Uno, Hilfsorganisationen – und europäischen Geldgebern, wie Deutschland, dessen Entwicklungsministerium seit 2012 825 Millionen Euro in den Libanon überwiesen hat. Unter dem libanesischen Außenminister Gebran Bassil, der monierte, dass die Flüchtlinge die genetische Überlegenheit der Libanesen gefährde, verschlechterten sich die Lebensbedingungen der Syrer in Libanon. Es wurde einerseits dazu aufgerufen syrische Parkplatzwächter, Bauarbeiter und Arbeiter zu fotografieren und der Polizei zu melden, andererseits erging, wie im Gebiet um Arsal der Erlass die seit dem syrischen Bürgerkrieg errichteten Blocksteinhäuser der Flüchtlinge abzureißen, da deren Bau nicht genehmigt sei. Von dem Abriss der Häuser betroffen sind ca. 15.000 Menschen, darunter 7500 Kinder.

## Landesweite Proteste und Rücktritt von Saad Hariri (2019)

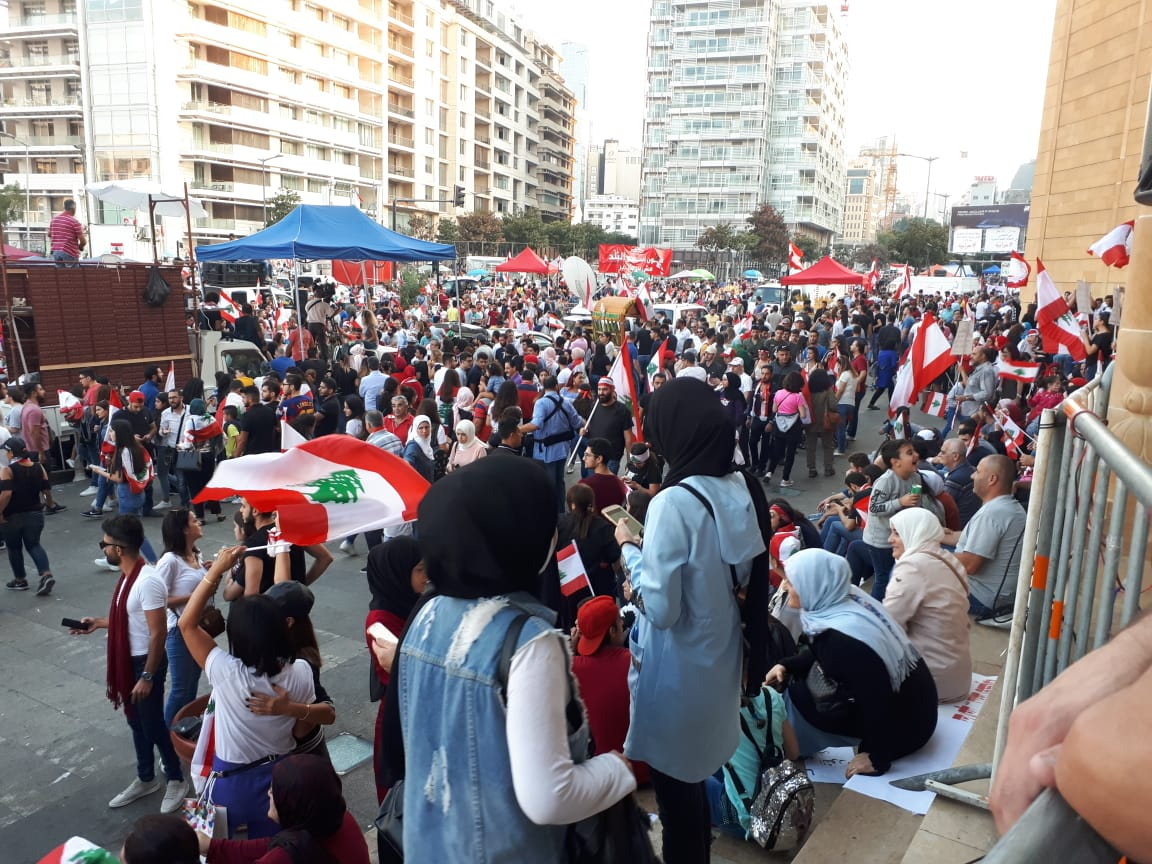
Protests auf dem Beiruter Märtyrerplatz am 27. Oktober 2019

Auch nachdem Ministerpräsident Saad Hariri eine Reihe von Reformen verkündet hatte, gingen die bereits seit dem 17. Oktober 2019 anhaltenden landesweiten Proteste gegen Korruption und Misswirtschaft weiter. Die Demonstranten erteilten Hariris Vorhaben eine Absage und forderten ein neues politisches System samt neuer Regierung. Daraufhin trat Ministerpräsident Hariri am 29. Oktober zurück.
In den darauffolgenden November-Wochen 2019 konnten sich die Politiker nicht auf die Form einer neuen Regierung einigen. Hariri hatte darauf bestanden, eine Regierung von Technokraten zu leiten, während seine Gegner, darunter die militante Hisbollah, ein Kabinett aus Experten und Politikern forderten. Auf die Frage, ob er am neuen Kabinett teilnehmen werde, sagte Hariri: „Ich werde keine politischen Persönlichkeiten, sondern Experten nominieren.“ Den Demonstranten gelang es mit Straßensperrungen und anderen Taktiken des Widerstands die Politiker unter Druck zu setzen, auf ihre Forderungen nach Regierungsbildung und Neuwahlen zu reagieren. Sie haben darauf bestanden, dass ein neues Kabinett aus unabhängigen Persönlichkeiten außerhalb der Elite gebildet wird, die das Land seit dem Ende des Bürgerkriegs 1975–1990 regieren.
Der Präsident des Libanon hat am 19. Dezember 2019 den Universitätsprofessor Hassan Diab, einen von der Hisbollah unterstützten ehemaligen Minister, gebeten, eine neue Regierung zu bilden. Michel Aoun ernannte Diab nach einem Tag der Konsultation zum Ministerpräsidenten, nachdem er eine einfache Mehrheit des 128-köpfigen Parlaments erhalten hatte. 69 Parlamentarier, darunter der parlamentarische Block der schiitischen Hisbollah- und Amal-Bewegung, sowie mit Präsident Michel Aoun verbundene Gruppen gaben ihm ihre Stimmen. Erst am 21. Januar 2020 konnte Diab sein neues Kabinett vorstellen.
Ministerpräsident Hassan Diab hatte am 7. März 2020 in einer Fernsehansprache erklärt, der Libanon werde die am 9. März fällige Staatsanleihe in Höhe von 1,2 Milliarden US-Dollar nicht bedienen können. Damit steuert das von einer schweren Wirtschaftskrise betroffene Land auf den Staatsbankrott zu. Zusätzlich wurde die sozioökonomische Situation des Landes im Frühjahr 2020 durch die COVID-19-Pandemie belastet.

## Explosionskatastrophe im Hafen von Beirut am 4. August 2020 und deren politische Auswirkungen

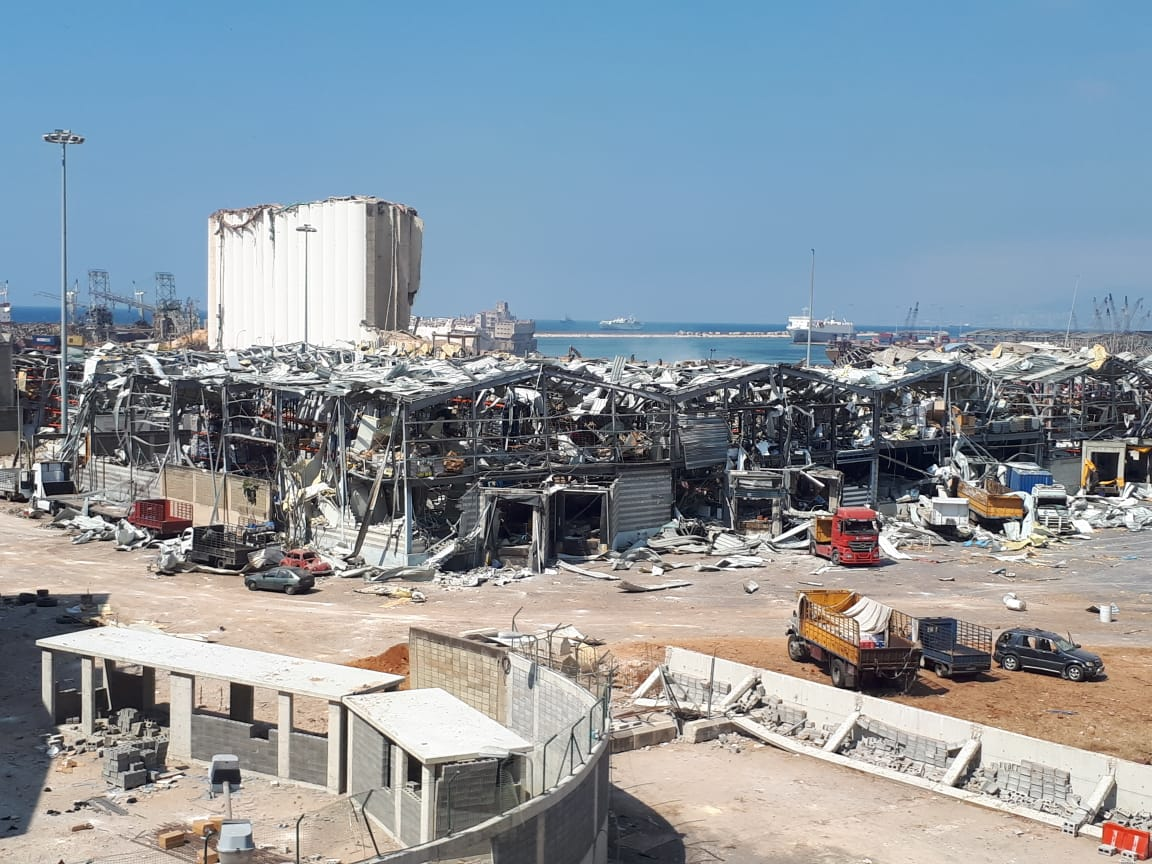
Zerstörungen im Hafen von Beirut nach der Explosionskatastrophe 2020

Bei der Explosion am 4. August 2020 waren nach Angaben des libanesischen Gesundheitsministeriums 135 Menschen getötet und etwa 5000 verletzt worden. Zahlreiche Menschen werden vermisst. Die Detonation riss einen Krater mit einem Durchmesser von rund 200 Metern in den Hafen, der sich mit Meerwasser füllte. Große Teile des Hafens der Stadt, der für die Versorgung des Landes zentral ist, sind zerstört oder beschädigt. Das Kabinett Diab ist wegen der verheerenden Explosion und den anschließenden Protesten am 10. August zurückgetreten. Diese Entscheidung wurde unter Druck getroffen, nachdem mehrere Minister aus dem Amt ausgeschieden waren. Nach dem Rücktritt des Kabinetts Diab wurde am 31. August 2020 der frühere Botschafter in Deutschland, Mustapha Adib mit der Regierungsbildung beauftragt.
Knapp einen Monat später, am 26. September 2020 trat der designierte Premierminister Adib zurück. Er sagte, als er sich bereit erklärt hatte, die Position als Premierminister einzunehmen, hoffte er, dass die politischen Parteien seine Mission angesichts der dringend benötigten Veränderungen in einem Land, das unter mehreren Krisen leidet, unterstützen würden. Entscheidender Punkt für das Aufgeben Adibs waren offenbar die Forderungen der zwei wichtigsten schiitischen Gruppierungen, der Hisbollah und der Amal. Sie beanspruchten für sich das Amt des Finanzministers. Zudem forderten sie, die potenziellen Kabinettsmitglieder selbst zu benennen. Am 22. Oktober 2020 wurde Saad Hariri beauftragt, eine neue Regierung zu bilden, ein Jahr, nachdem er unter landesweiten Protesten gegen weit verbreitete Korruption und eine zusammenbrechende Wirtschaft gestürzt war. Am 15. Juli 2021 erklärte er seine Bemühungen zur Regierungsbildung für gescheitert. Daraufhin wurde der frühere Ministerpräsident Nadschib Miqati mit der Regierungsbildung beauftragt. Im September 2021 gelang es Miqati, eine neue Regierung zu bilden. Bei der Parlamentswahl im Mai 2022 verlor die pro-iranische Hisbollah-Miliz und deren Partner ihre Mehrheit. Oppositionelle Kräfte im neuen Parlament wurden gestärkt.

## Wahl eines neuen Staatspräsidenten
Am 9. Januar 2025 wählte das libanesische Parlament den Generalstabschef der Armee, Joseph Aoun, zum neuen Präsidenten. Damit endete ein mehr als zwei Jahre andauerndes politisches Machtvakuum.

### Deutsch
- Dar al Janub (Hrsg.): … und wo ist Palästina? Eine Reise in die palästinensischen Flüchtlingslager im Libanon. Wien 2006, ISBN 3-9502184-0-8.
- Theodor Hanf: Koexistenz im Krieg – Staatszerfall und Entstehung einer Nation im Libanon. Nomos, Baden-Baden 1990, ISBN 3-7890-1972-0.
- Volker Perthes: Der Libanon nach dem Bürgerkrieg – Von Ta'if zum gesellschaftlichen Konsens? Nomos, Baden-Baden 1994, ISBN 3-7890-3403-7.
- Gerhard Wiegand (Hrsg.): Halbmond im letzten Viertel. Briefe und Reiseberichte aus der alten Türkei von Theodor und Marie Wiegand 1895 bis 1918. München 1970 (enthält Tagebuchaufzeichnungen des Archäologen Theodor Wiegand, der 1917–1918 die Ausgrabungen in Baalbek leitete, über die Hungersnot im Libanon 1916–1918)
- Alfred Schlicht: Frankreich und die syrischen Christen 1799–1861. Berlin 1981.

### Französisch
- Ohannès Pacha Kouyoumdjian: Le Liban – à la veille et au début de la guerre: Memoires d’un gouverneur, 1913–15.In: Revue d'histoire arménienne contemporaine. Teil V, 2003, (ISSN 1259-4873).
- Georges Corm: Le Liban contemporain – histoire et société. Éd. La Découverte, Paris 2003, ISBN 2-7071-3788-X.
- Raoul Assaf: Atlas du Liban – géographie, histoire, économie. Pr. de l’Univ. Saint-Joseph, Beyrouth 2003, ISBN 9953-9015-5-4.
- Issam A. Halifa: Des étapes décisives dans l’histoire du Liban. Selbstverlag, Beyrouth 1997.
- Samir Khalaf: Persistence and Change in 19th Century Lebanon. American University of Beirut, Beirut 1979.
- Boutros Labaki, Khalil A. Rjeily: Introduction à l’histoire économique du Liban – soie et commerce extérieur en fin de période ottomane (1840–1914). Libr. Orientale, Beyrouth 1984.

### Englisch
- David Fromkin: A Peace to end all peace – creating the modern Middle East 1914–1922. Penguin, London 1989, ISBN 0-14-015445-0.
- William Harris: Faces of Lebanon – Sects, Wars and Global Extensions. Markus Wiener Publishers, Princeton NJ 1997, ISBN 1-55876-116-0.
- Rosemary Hollis, Nadim Shehadi (Hrsg.): Lebanon on hold (April 1996) – Implications for Middle East Peace. RIIA Middle East Programme (Chatham House) London and Centre of Lebanese Studies Oxford, 1996, ISBN 1-86203-020-0 (Analyse der Situation des Libanon nach der israelischen Operation „Früchte des Zorns“ im April 1996, mit Beiträgen von Richard W. Murphy, Volker Perthes, Patrick Seale u. v. a. m.)
- Kamal S. Salibi: The Modern History of Lebanon. Caravan Books, New York 1977, ISBN 0-88206-015-5.
- Kamal S. Salibi: A House of Many Mansions – The History of Lebanon Reconsidered. University of California Press, Berkeley 1988, ISBN 0-520-07196-4.

- Fawwaz Traboulsi: A History of Modern Lebanon. 2. Auflage, Pluto Press, London, 2012